# Saranggola
Saranggola é um filme de drama filipino de 1999 dirigido e escrito por Gil Portes. Foi selecionado como representante das Filipinas à edição do Oscar 2000, organizada pela Academia de Artes e Ciências Cinematográficas.

## Elenco
- Ricky Davao
- Lester Llansang
- Jennifer Sevilla